# Міовень (футбольний клуб)
«Міовень» (рум. CS Mioveni) — румунський футбольний клуб з міста Міовень. Заснований 15 серпня 2000 року. Домашні матчі проводить на стадіоні «Муніципальний», що вміщає 10 000 глядачів.

## Історія
Клуб заснований у 2000 році під назвою АС Міовень 2000. Відігравши лише один сезон в четвертій лізі, команда об'єдналась з клубом «Дачія» зайнявши її місце в третій лізі. Згодом і змінила назву на Дачія Міовень. За підсумками першого сезону в третій лізі клуб посів третє місце, а ще через рік здобув право виступати в другій лізі, де виступала протягом чотирьох років без будь-яких значних результатів.
| Період        | Назва           |
| ------------- | --------------- |
| 2000–2001     | АС Міовень 2000 |
| 2001–2010     | Дачія Міовень   |
| 2010–до тепер | КС Міовень      |

За підсумками сезону 2006–07 «Дачія» посіла другу сходинку в лізі та здобула право виступати в найвищому дивізіоні.
Дебютний сезон у Лізі I виявився невдалим для клубу з Міовеню лише 16-е місце серед вісімнадцяти команд та вибування до другої ліги. У Кубку Румунії «Дачія» вийшла до півфіналу, де поступилась майбутньому переможцю ЧФР (Клуж-Напока) 0–3.
Влітку 2010 року клуб втретє змінює назву на сучасну КС «Міовень».
У сезоні 2010–11 «Міовень» у другій лізі посів лише третє місце але через проблеми ліцензії другого призера, «Міовень» здобув право на повернення до Ліги I.
Сезон 2011–12 у Лізі I став ще більш невдалим від дебютного. Клуб фінішував на останньому місці набравши лише 12 очок у 34-х матчах.
Наступні дев'ять років команда провела в другому дивізіоні не опискаючись нижче дев'ятого місця. В цей час клуб тренували такі тренери, як Флавіус Стойкан та Клаудіу Нікулеску. У сезоні 2020–21 «Міовень» фінішував третім здобувши право на плей-оф з клубом Ліги I «Германнштадт» перегравши його по сумі двох матчах 2–1.
Третій сезон у найвищому дивізіоні клуб з Міовеню завершив на дванадцятому місці та зберіг прописку.

## Дербі
Єдине важливе для «Міовеня» протистояння є матчі проти клубу «Арджеш», яке відоме під назвою, як Арджешське дербі.

## Відомі гравці
- Ніколае Діке
- Габріел Енаке
- Сільвіу Мергерітеску
- Адріан Няга
- Крістіан Тенасе